# Ludwig August Emil Franz von Guionneau
Ludwig August Emil Franz von Guionneau (* 11. Dezember 1749 in Glogau; † 27. Februar 1829 in Berlin) war ein preußischer Generalmajor und Generalintendant der Armee.

## Leben

### Herkunft
Seine Eltern waren der preußische Kapitän im Infanterieregiment „von Krockow“ Jaques von Guionneau (* 1. Juli 1704; † 2. April 1789) und dessen Ehefrau Maria Sylvia, geborene de Renouard de Viville (* 1718; † 5. Juni 1782).

### Militärkarriere
Guionneau kam im April 1764 als Gefreitenkorporal in das Infanterieregiment „Herzog von Braunschweig“ der Preußischen Armee und avancierte bis August 1772 zum Sekondeleutnant. Am 30. März 1778 wurde er als Generaladjutant zu seinem Chef, dem Herzog Friedrich von Braunschweig, abkommandiert. Guionneau nahm am Bayrischen Erbfolgekrieg teil und kam am 1. Juli 1779 wieder in sein altes Regiment. Dort wurde er am 15. April 1782 Premierleutnant sowie am 26. September 1788 Kapitän und Assistent beim Oberkriegskollegium. Am 18. Mai 1790 wurde er Major und am 26. September 1790 Assessor beim Oberkriegskollegium, wo er für die Belange der Infanterie zuständig war. Für seine Leistungen erhielt Guionneau am 22. Oktober 1792 den Orden Pour le Mérite.
Am 7. Juli 1798 erfolgte die Beförderung zum Oberstleutnant und am 23. Mai 1800 wurde er Oberst. Zu seinem Gehalt erhielt er ab dem 2. Juli 1804 eine Zulage von 500 Talern. Am 7. September 1805 beauftragte man ihn mit der Wahrnehmung der Geschäfte als Generalintendant der Armee. Während des Vierten Koalitionskrieges befand Guionneau sich im Hauptquartier von König Friedrich Wilhelm III. Am 16. August 1806 wurde er zum Generalintendanten ernannt, was ihm wieder eine Zulage von 500 Talern einbrachte. Nach dem verlorenen Krieg erhielt Guionneau am 30. März 1809 seinen Abschied als Generalmajor mit einer Pension von 800 Talern, wovon zunächst nur die Hälfte gezahlt werden konnte.
Ludwig August Emil Franz von Guionneau starb 1829 im Alter von 79 Jahren in Berlin und wurde auf dem Friedhof I der Jerusalems- und Neuen Kirche vor dem Halleschen Tor beigesetzt. Das Grab ist nicht erhalten.

### Familie
Guionneau heiratete am 2. Februar 1786 in der Französischen Friedrichstadtkirche in Berlin Wilhelmine Sophie von Lüderitz (* 20. Dezember 1756 in Schöneberg, Kreis Wanzleben; † 17. März 1827). Das Paar hatte mehrere Kinder:
- Friedrich Ludwig Philipp Franz (* 22. November 1786; † 30. September 1828), Oberstleutnant a. D. ⚭ Elisabeth Coomons, Eltern von Karl August von Guionneau
- Friederike Wilhelmine Henriette Luise (* 10. September 1788; † 9. September 1808)
- August Ludwig Karl Leopold (* 31. März 1792)
- Karl Adolf Eduard Emil (* 24. März 1796; † 15. Dezember 1818), Premierleutnant